# EVTOL
Літак з електричним вертикальним зльотом і посадкою (англ. eVTOL) — це різновид літальних апаратів вертикального зльоту і посадки (англ. VTOL), які використовують електроенергію для вертикального висіння, зльоту та посадки. Ця технологія з'явилася завдяки значному прогресу в електричній тязі (двигуни, батареї, паливні елементи, електронні контролери) і зростаючій потребі в нових транспортних засобах для міської повітряної мобільності (аеротаксі). Приклади розробляються авіабудівними компаніями, такими як Boeing, Airbus, Embraer, Honda, Toyota, Hyundai, Overair і NASA.

## Історія
Концепція літака eVTOL з’явилася в 2009 році, коли 11 листопада 2009 року стало вірусним відео концепції NASA Puffin eVTOL , яке демонструє концепцію технології та концепцію під час польоту. Після цього перша стаття Puffin на конференції спеціалістів VFS з аеромеханіки 9 січня 2010 року. Ця концепція використовувала нову технологію, розроблену в NASA під назвою (англ. Distributed Electric Propulsion) (DEP) «Розподілений електричний привід». Додаткові документи Puffin були опубліковані 13 вересня на 10-й конференції AIAA ATIO, Концепція NASA Puffin Electric Tailsitter VTOL і Puffin Redundant Electric Powertrain System. У 2011 році за цим швидко послідували кілька галузевих зусиль, а саме AugustaWestland Project Zero (Італія), Volocopter VC1 (Німеччина) та Opener BlackFly (США). Він був офіційно представлений Товариством вертикального польоту та Американським інститутом аеронавтики та астронавтики (AIAA) у 2014 році під час спільного семінару «Трансформаційні концепції вертикального польоту щодо створення нових концепцій польоту за допомогою нових архітектур силових установок і енергії», який проходив у Вірджинії.
Відтоді між виробниками літаків значно зріс інтерес до eVTOL, і такі компанії, як Boeing, Airbus і Bell, також працювали над цією технологією: 
- Airbus A³ Vahana[en], представлений у 2017 році на Паризькому авіасалоні[8], перший політ у січні 2018 року
- Boeing - Aurora Flight Sciences PAV[en], розробляється з 2017 року, перший політ у 2019 році
- Bell Nexus 6HX, представлений на CESp 2019

Крім цих великих виробників літаків, стартапи відіграють важливу роль у розробці цих повітряних транспортних засобів і інколи були лідерами в технологічному прогресі.
Uber опублікував статтю про проект під назвою Elevate, співавторами якого є Джефф Холден, Нікіл Гоел і Марк Мур. У документі описано можливість створення системи авіаційних перевезень на вимогу. Цей документ разом із наступними щорічними самітами Elevate, які компанія проводила з 2017 по 2019 рік, допоміг просунути концепції літаків eVTOL і міської повітряної мобільності (UAM) від концепції наукової фантастики до потенційного аерокосмічного сектору, який переслідують десятки проектів розвитку.

## Застосування

### Цивільне
Більшість цивільних літаків eVTOL розроблені для міської повітряної мобільності, їх типові функції:

#### Повітряне таксі

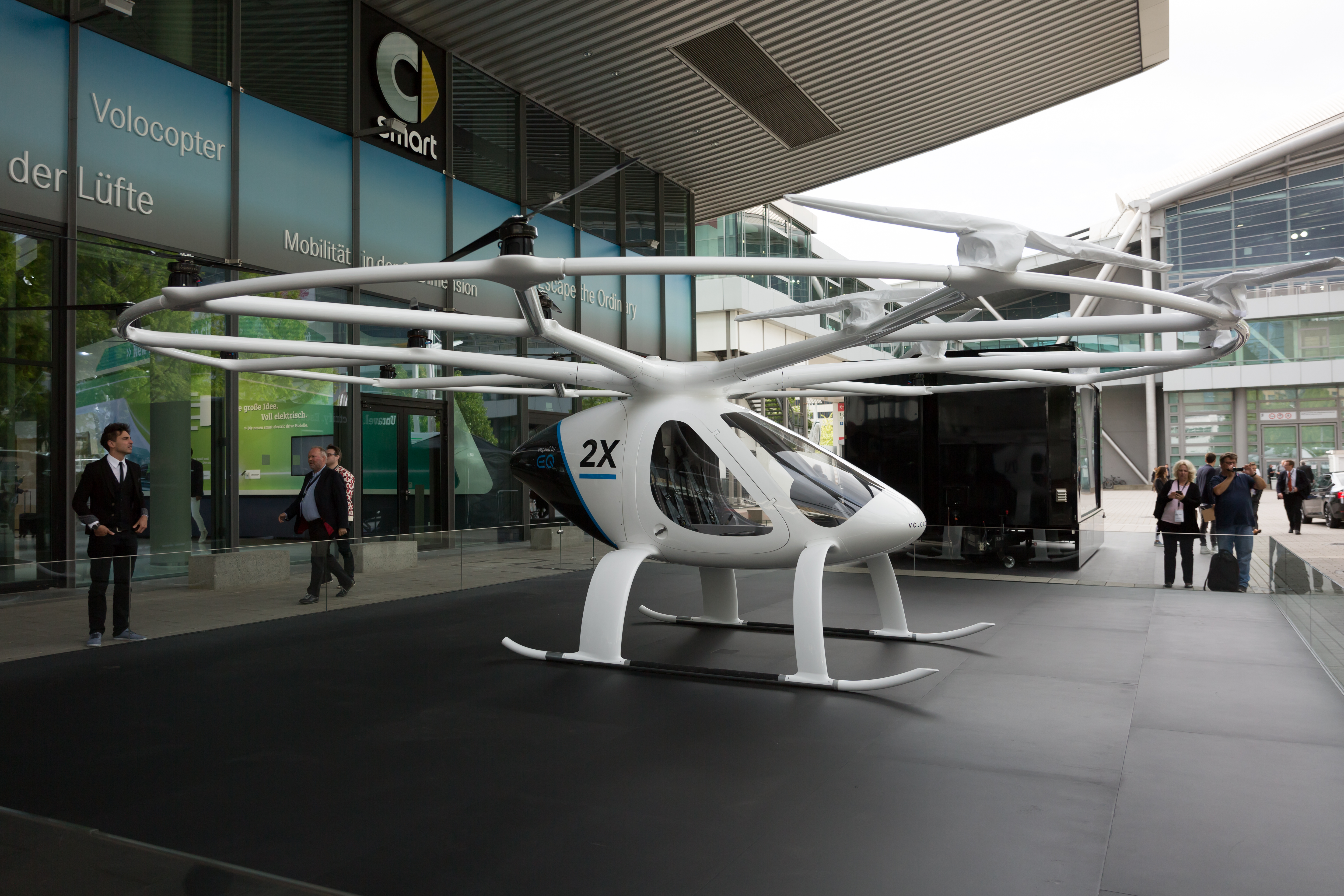
Volocopter 2X

Багато концепцій eVTOL призначені для застосування Air Taxi. Наприклад, Pipistrel, партнер Uber Elevate, працює над Pipistrel 801, 5-місним повітряним таксі. Іншим прикладом є компанія Volocopter, яка запропонувала свою службу аеротаксі під назвою VoloCity, засновану на Volocopter 2X.

#### Доставка
Компанія Alphabet, що належить Google, пропонує послугу доставлення БПЛА eVTOL з 2020 року. Їхні дрони здатні літати до 100 км і возити до 1,5 кг. Amazon Air і UPS є ще двома компаніями, які використовують безпілотну доставку.  Німецька аерокосмічна компанія під назвою Wingcopter у співпраці з ЮНІСЕФ також доставила вакцини до Вануату в 2018 році. У 2020 році дрон eVTOL використовувався для доставлення наборів для тестування на COVID-19 на острів Малл.

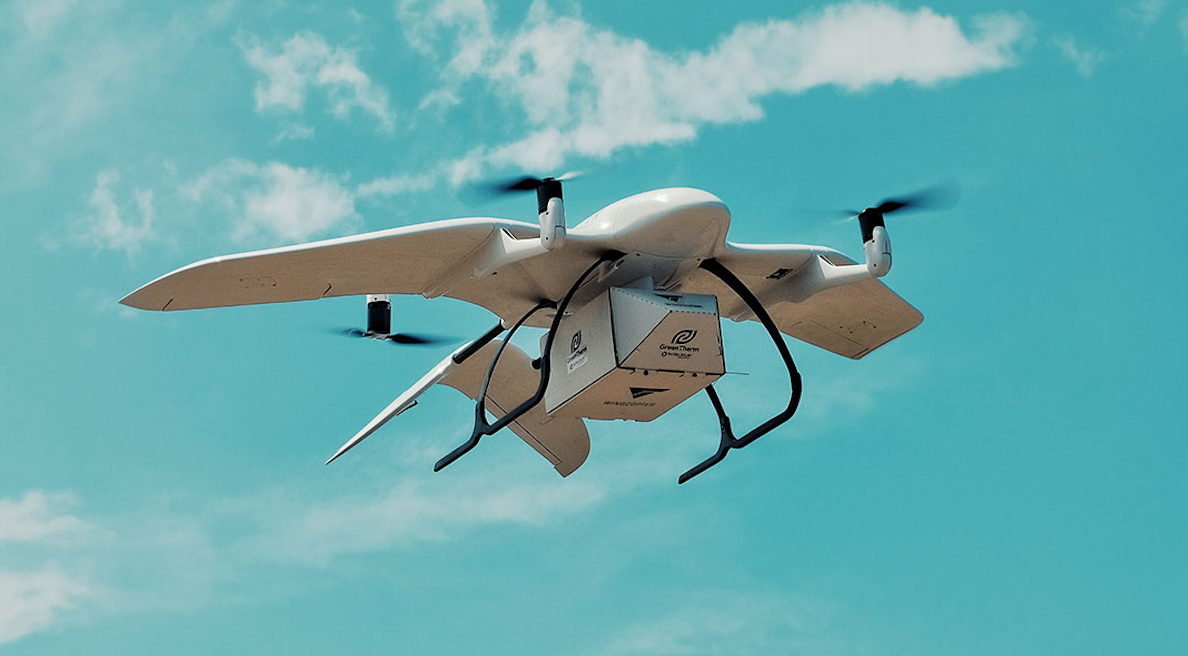
Wingcopter 178 HL під час рейсу доставки вакцини у Вануату.

Такі компанії, як Sabrewing Aircraft Company Sabrewing Rhaegal, Elroy Elroy Air Chaparral і Pipistrel, представили вантажні безпілотні літальні апарати великої вантажопідйомності. Літак Sabrewing може перевозити корисне вантажопідйомність до 5400 фунтів у вертикальному підйомі. поза сценарієм.

#### Медична допомога
У 2020 році JumpAero оголосила, що працює над невеликим одномісним літаком eVTOL для швидкого розгортання екстрених служб. Цей тип транспортного засобу є не заміною наземних транспортних засобів чи гелікоптерів, а новим інструментом, який завдяки електродвигуну є швидшим за інші.
У 2020 році канадський консорціум Air Mobility вивчав переваги eVTOL для прямого транспортування пацієнтів, органів і ліків від лікарні до лікарні.

#### Відпочинок
Літаки eVTOL були створені, щоб запровадити електричні польоти в розважальній або спортивній авіації, такій, як перегінна серія Airspeeder.

### Військове
У квітні 2020 року ВПС США оголосили про фінансування проектів eVTOL у 2021 році на суму 25 мільйонів доларів. 20 серпня 2020 року Військово-повітряні сили США (англ. USAF) провели демонстраційний політ електричного літака з вертикальним зльотом і посадкою в Кемп Мебрі в Остіні, штат Техас. Це був перший випадок, коли пілотований літак eVTOL здійснив політ за програмою USAF Agility Prime.
12 грудня 2021 року Embraer і BAE Systems оголосили про плани розпочати спільне дослідження з вивчення розробки транспортного засобу Eve для ринку оборони та безпеки.